# Stercorarius antarcticus lonnbergi
El págalo pardo antártico, skúa parda antártica, o salteador pardo antártico, (Stercorarius antarcticus lonnbergi), es una de las subespecies en que se divide la especie Stercorarius antarcticus, un ave marina del género Stercorarius. Habita en las frías aguas marinas que rodean las costas antárticas e islas antárticas y subantárticas, manteniéndose en esas latitudes durante el invierno.

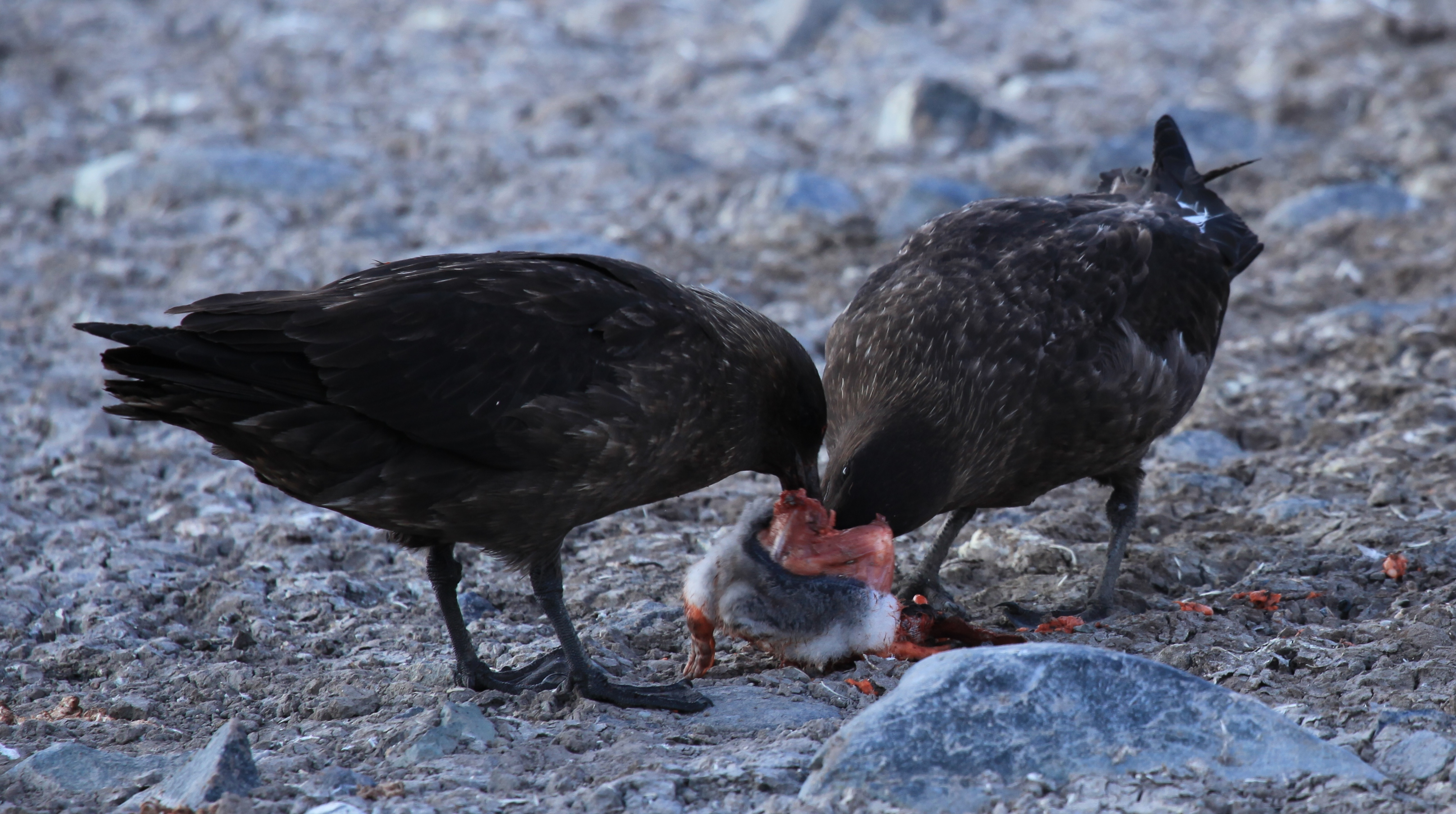
Una pareja de Stercorarius antarcticus lonnbergi devorando un pichón de pingüino, en la Antártida.

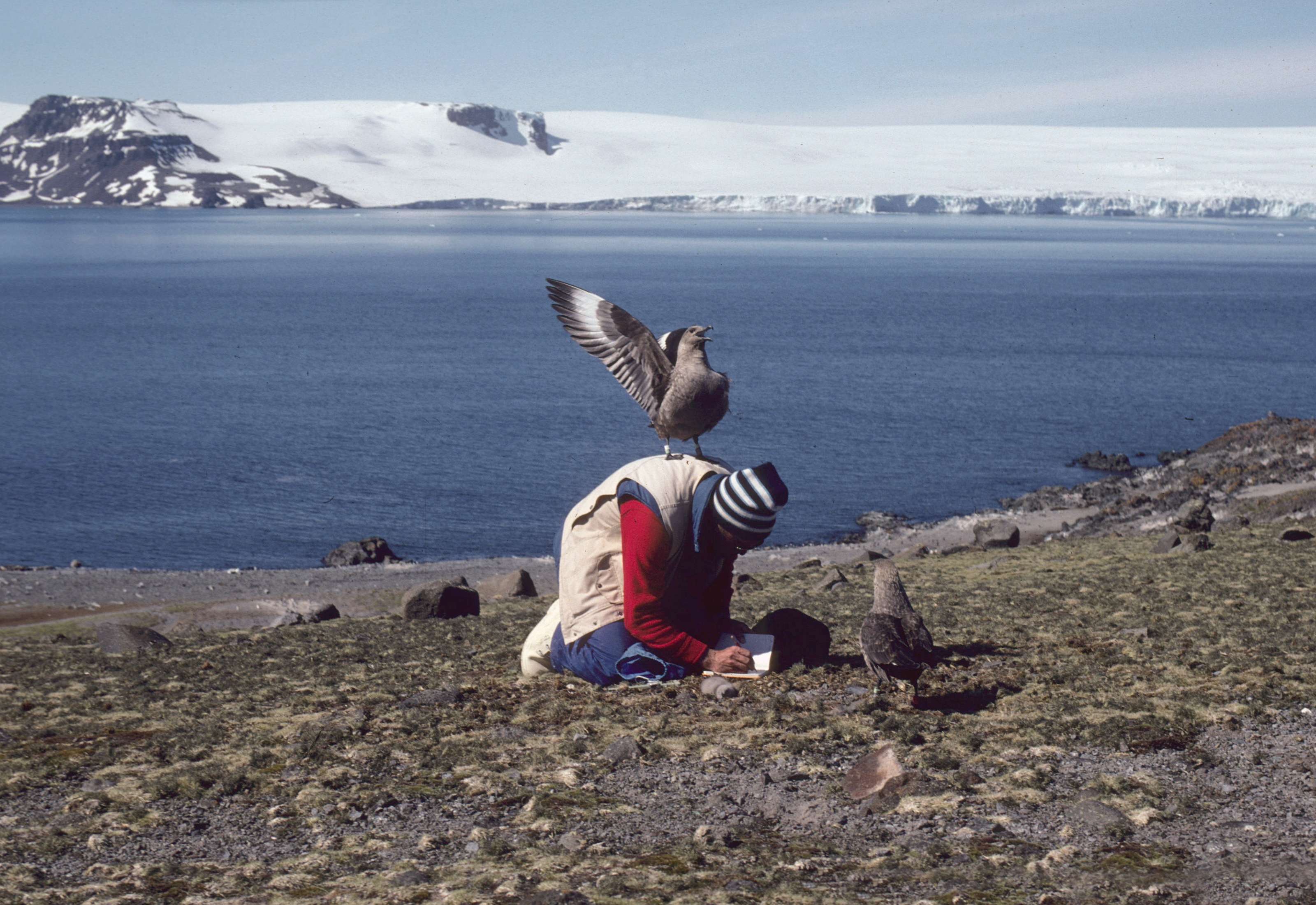
Una pareja de Stercorarius antarcticus lonnbergi atacando a un ornitólogo, en la Antártida.

## Características
Es un ave fuerte y acrobática; parecida a una gaviota grande y oscura. Su pico negro tiene la punta curvada, y sus patas son palmeadas con garras afiladas. El plumaje es castaño—amarronado, con manchas blancas en las alas. Esta subespecie se caracteriza por presentar en la época reproductiva líneas doradas en el plumaje del cuello.

## Distribución
Su población ha sido estimada entre 6000 y 15 000 individuos adultos.
Esta subespecie nidifica en la península Antártica hasta los 68° S, y en las islas subantárticas de los océanos Antártico, Atlántico (en las Georgias del Sur y Sandwich del Sur), Índico, y Pacífico. Pasada la temporada reproductiva, inverna en las aguas próximas, o se dispersa entre las distintas áreas de reproducción. Algunos ejemplares llegan a las costas del sur de América del Sur en el invierno.
Accidentalmente ha sido reportado en aguas de la India e Irán.

## Costumbres
Se alimentan de un variado espectro de alimentos de origen animal, desde pichones y huevos de aves, aves pequeñas, peces, y hasta carroña. También puede ser parcialmente cleptoparásita, hostigando a otras aves marinas para robarles sus capturas. 
Esta subespecie nidifica en regiones de clima adverso, con fuertes vientos y frío todo el año. No duda en atacar al hombre si se aproxima a su nido. El resto del año frecuente las aguas alejadas de las costas.

## Taxonomía
Esta subespecie fue descrita originalmente por el ornitólogo australiano Gregory Macalister Mathews en el año 1912.
No ha habido estabilidad en su posición taxonómica. Algunos autores a este taxón lo han ubicado en el género: Catharacta; otros defienden el tratamiento de S. a. antarcticus, S. a. hamiltoni y S. a. lonnbergi como especies plenas, en especial esta última, mientras que otros la integran en el nivel subespecifico dentro de Stercorarius antarcticus.
El nombre lonnbergi a veces erróneamente se lo escribe loennbergi, pero la eliminación de diéresis escandinava no justifica la adición de la letra «e». 